# ناحیه کلوور، شهرستان هنری، ایلینوی
ناحیه کلوور (به انگلیسی: Clover Township) یک منطقهٔ مسکونی در ایالات متحده آمریکا است که در شهرستان هنری، ایلینوی واقع شده‌است. ناحیه کلوور ۲۲۸ متر بالاتر از سطح دریا واقع شده‌است.